# 雷·马吉
雷·马吉（英語：Ray Magee，1918年1月31日—1999年4月19日），澳大利亚男子举重运动员。他曾代表澳大利亚参加1950年大英帝国运动会举重比赛，获得一枚银牌。他也曾参加1948年夏季奥林匹克运动会。